# 圣母无玷始胎圣殿 (卢尔德)
圣母无玷始胎圣殿（法語：Basilique de Notre Dame de l'Immaculée Conception de Lourdes），俗称“上教堂”，是一座罗马天主教宗座圣殿，位于法国露德圣母朝圣地内。它建于1866年到1872年，1876年祝圣，是第二座完成的教堂。该教堂建于山洞上方的岩石顶部，毗邻玫瑰圣母圣殿。
这座新哥特式教堂的设计者是建筑师杜兰德，似乎直接从岩石长出来。

## 外观
该堂尖顶高70米，两个较小的尖顶完成于1908年。入口上方是描绘庇护九世的镶嵌画，他在1854年规定了聖母無染原罪教义。一口重达2吨的大钟Jeanne-Alphonsine每小时演奏圣母颂。塔内的其他钟被命名为 Geneviève-Félicie（重1800千克），Hermine-Benoîte（1100公斤）和 Cécile-Gastine（800公斤）。

## 内部
两旁的花窗玻璃描绘露德的各个故事，天窗描绘圣母是第二位夏娃。

## 参考文献

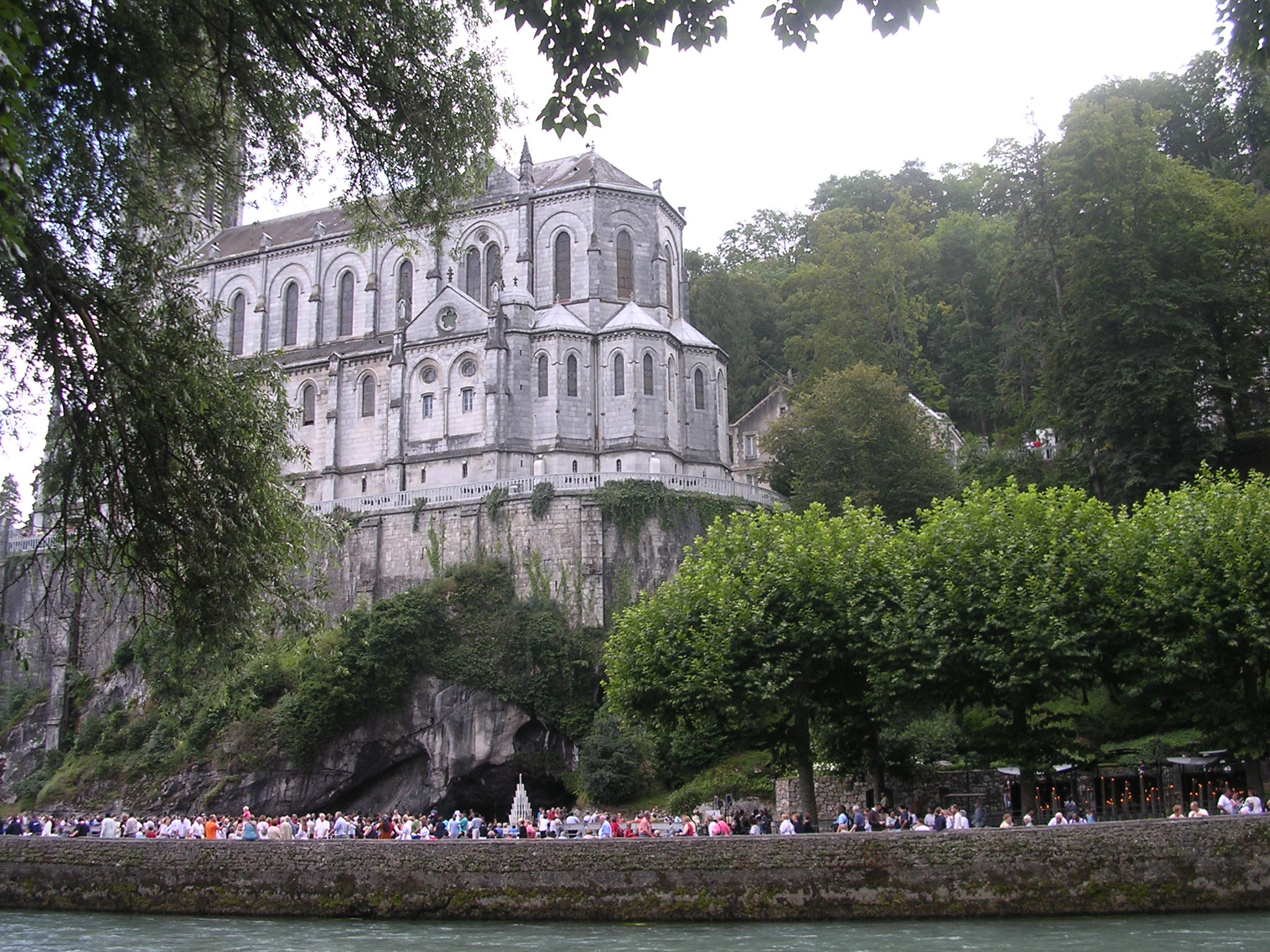
该教堂建于山洞上方的岩石顶部